# Albert Fish
Hamilton Howard „Albert” Fish (ur. 19 maja 1870, zm. 16 stycznia 1936) – amerykański seryjny morderca, kanibal, sadysta, masochista, pedofil. Podejrzany o zamordowanie co najmniej pięciorga dzieci, sam przyznał się do trzech, jak również do torturowania co najmniej setki małoletnich ofiar. Czyny te uzasadniał potrzebą przeżywania silnych wrażeń. Kiedy sąd skazał go na karę śmierci przez krzesło elektryczne, powiedział: „To dopiero będzie przeżycie, umrzeć na krześle...”. W trakcie wykonywania wyroku pomagał katu przy podczepianiu elektrod.

## Dzieciństwo i młodość
Albert Fish urodził się w Waszyngtonie. Jego ojciec, Randall Fish, kapitan statku pływającego na rzece Potomak, zmarł 15 października 1875. Ponieważ pani Fish nie radziła sobie z samotnym wychowaniem czwórki dzieci, najmłodsze z nich, Albert, zostało oddane do Sierocińca Świętego Jana w Waszyngtonie. Panowały tam bardzo surowe zasady, wychowanków często poddawano karom cielesnym, takim jak chłosta i to właśnie tam Albert rozwinął w sobie skłonności masochistyczne. Przebywając w sierocińcu Fish śpiewał także w kościelnym chórze.
W 1879 roku jego matka otrzymała posadę państwową, co umożliwiło jej opiekę nad najmłodszym synem i Fish opuścił sierociniec. Mając dwanaście lat nawiązał romans z innym nastolatkiem. Partner Fisha wprowadził go w takie praktyki jak picie moczu i koprofagia. Fish zaczął poświęcać swoje weekendy na wizyty w łaźniach publicznych, gdzie mógł oglądać rozebranych chłopców.
Około 1890 roku Albert przybył do Nowego Jorku, gdzie, jak twierdził, utrzymywał się z bycia męską prostytutką. Przyznawał później, że w tym okresie zaczął dopuszczać się gwałtów na młodych chłopcach. W 1898 roku, dzięki staraniom swojej matki, Albert poślubił kobietę, młodszą od niego o 9 lat. Miał z nią sześcioro dzieci: Alberta, Annę, Gertrude, Eugene, Johna i Henry’ego.
Od 1898 roku pracował jako malarz pokojowy, przyznając później, że w tym okresie dokonał gwałtu na około setce dzieci, przeważnie chłopcach poniżej szóstego roku życia. Wtedy też kochanek Alberta zabrał go do Muzeum Figur Woskowych, gdzie kompletnie go zafascynował przekrój penisa. Zdarzenie to wpłynęło silnie na rozwój zainteresowania Fisha kastracją.
Około 1910 roku, Fish pracował w Wilmington w stanie Delaware, gdzie poznał 19-letniego mężczyznę o imieniu Thomas Kedden. Kedden odwiedził za namową Fisha w miejscu gdzie ten się zatrzymał. Fish utrzymywał, że obaj wyrażali zgodę na zawiązanie sadomasochistycznej relacji, choć nie jest do końca pewne, czy Kedden nie był zmuszany do tego rodzaju czynności. Błąd w ocenie mógł być wynikiem niepełnosprawności umysłowej 19-latka. Po dziesięciu dniach Fish zabrał Keddena do „starego wiejskiego domu”, gdzie zaczął go torturować. Tortury trwały ponad dwa tygodnie a w konsekwencji doprowadziły do próby wykastrowania Keddena, Fish związał go i odciął mu połowę penisa. Później to zdarzenie Fish opowiada  w tych słowach; „Nigdy nie zapomnę jego krzyku ani spojrzenia, jakie na mnie rzucił”, wspominał. Początkowo zamierzał zabić Keddena, pociąć jego ciało i zabrać je do domu, ale obawiał się, że upał przyspieszy procesy gnilne a zapach rozkładu zwłok zwróci na niego uwagę; Zamiast tego Fish oblał ranę wodą utlenioną, owinął ją w chusteczkę pokrytą wazeliną, zostawił banknot 10 dolarów, pocałował Keddena na pożegnanie i wyszedł. „Pojechałem pierwszym pociągiem, którym mogłem wrócić do domu. Nigdy nie słyszałem, co się z nim stało, ani nie próbowałem się dowiedzieć” - powiedział Fish.
W 1917 żona Fisha porzuciła go dla niejakiego Johna Straube, złotej rączki, mieszkającego w tamtym czasie w domu rodziny Fishów. Po aresztowaniu Fish powiedział w wywiadzie do gazety, że kiedy żona zostawiła go i przejęła prawie wszystkie posiadłości należące do rodziny zaczął słyszeć głosy. Utrzymywał także, że pewnego dnia owinął się w dywan, wypełniając tym instrukcje przekazane mu przez świętego Jana Apostoła.
Mniej więcej w tym czasie Fish zaczął oddawać się samookaleczeniom. Wbijał sobie igły w pachwinę i brzuch.  Po jego aresztowaniu, zdjęcia rentgenowskie ujawniły, że Fish miał co najmniej 29 igieł osadzonych w jego miednicy.  Uderzał się również wielokrotnie za pomocą nabijanego gwoździami wiosła. Inną z jego praktyk było wkładanie sobie w odbyt wełnianego wacika nasączonego płynem do zapalniczek i podpalanie go.  Chociaż nigdy nie sądzono, że Fish fizycznie atakował lub maltretował swoje dzieci, zachęcał je i ich przyjaciół do okładania go po pośladkach  nabijanym gwoździami wiosłem, tym samym, którego używał podczas indywidualnych praktyk. Wkrótce po tych wydarzeniach zaczęło przejawiać się w nim rosnące zainteresowanie kanibalizmem, także w aspekcie praktycznym.  Objawiało się to jego umiłowaniem do przyrządzania potraw wyłącznie składający się z surowego mięsa, czasami również i jego dzieci otrzymywały od ojca taki posiłek.
Fish ożenił się ponownie 6 lutego 1930 r. W Waterloo w stanie Nowy Jork z Estellą Wilcox, ale rozwiodła się po tygodniu.  Fish został aresztowany w maju 1930 r. Za „wysłanie nieprzyzwoitego listu do kobiety, która odpowiedziała na ogłoszenie o poszukiwaniu pokojówki na etat”.

## Morderstwa
Pierwszy mord Fish popełnił w roku 1910, na czternastolatku nazwiskiem Thomas Beden lub Kedden, w Wilmington, Delaware. Około roku 1919 Fish zadźgał umysłowo upośledzonego chłopca w Georgetown w Waszyngtonie.
11 lipca 1924 roku na farmie na Staten Island Fish napotkał bawiącą się samotnie ośmioletnią Beatrice Kiell. Zaoferował jej pieniądze w zamian za pomoc przy uprawie rabarbaru na sąsiednim polu. Beatrice i Fish prawie opuścili farmę, gdy pojawiła się pani Kiell i wygoniwszy Alberta, zabrała swoją córkę. Fish powrócił na farmę Kiellów nocą, jednak tym razem jego obecność odkrył ojciec Beatrice, John Kiell i zmusił Fisha do odejścia.
25 maja 1928 roku poszukujący pracy Edward Budd zamieścił ogłoszenie drobne w New York World. Trzy dni później w domu Buddów zjawił się Albert Fish, twierdząc, że chce zatrudnić Edwarda. Przedstawił się jako Frank Howard, farmer z Farmingdale w stanie Nowy Jork. Poznał wtedy młodszą siostrę Edwarda, dziesięcioletnią Grace. Kilka dni później zjawił się ponownie, i obiecując Edwardowi pracę, namówił państwa Budd aby pozwolili Grace iść z nim na przyjęcie urodzinowe jego siostry. Fish wyszedł wraz z Grace, by nigdy już nie powrócić.
5 września 1930 roku policja aresztowała Johna Edwarda Pope jako podejrzanego o porwanie Grace Budd. Pope spędził w areszcie 109 dni.
W listopadzie 1934 roku państwo Budd otrzymali list w którym anonimowy nadawca przyznawał się do zamordowania Grace i zjedzenia jej ciała.
Udusiłem ją, potem pociąłem na małe kawałeczki, tak żebym mógł zabrać mięso do swojego mieszkania. Ugotowałem ją i zjadłem. Jak słodka i delikatna była jej mała dupcia, upieczona w piekarniku. Zajęło mi dziewięć dni by zjeść ją całą.

## List
Pani Budd była analfabetką i sama nie mogła przeczytać listu, więc poprosiła syna by jej przeczytał.  Niezmieniony list (wraz z błędami pisowni Fisha i błędami gramatycznymi) brzmi:
"Moja droga pani Budd! W 1894 r. Mój przyjaciel został wysłany  jako pomocnik na pokład parowca Tacoma kapitana Johna Davisa. Płynęli nim z San Francisco do Hongkongu w Chinach. Po przybyciu tam on i dwóch innych gdy wyszli na brzeg poszli się upić. Kiedy wrócili, łodzi już nie było. W tym czasie w Chinach panował głód. Mięso każdego rodzaju kosztowało od 1 do 3 dolarów za funt. Cierpienie bardzo biednych było tak wielkie, że wszystkie dzieci poniżej 12 roku życia były sprzedawane rzeźnikom, aby je pocięli i przeznaczyli na żywność, by inni nie umierali z głodu. Chłopiec lub dziewczynka poniżej 14 roku życia, nie było bezpieczne samo na ulicy. Można było pójść do dowolnego sklepu i poprosić o stek albo kotlety  lub duszone mięso. Część nagiego ciała chłopca lub dziewczynki była wycinana wedle uznania z tego, co chciałeś. Tylna część Chłopca lub dziewczynki  jest najsłodsza część ciała i sprzedawane była niczym jak kotlet cielęcy, o najlepszym kroju i za najwyższą cenę. John pozostał tam tak długo, że zasmakował ludzkiego mięsa. Po powrocie do Nowego Jorku ukradł dwóch chłopców, jednego 7 letniego, drugiego 11, zabrał ich do domu, rozebrał do naga, zawiązał w szafie, a następnie spalił wszystko, co mieli na sobie. Kilka razy każdego dnia i nocy bił ich - torturował - aby ich mięso było dobre i delikatne. Najpierw zabił 11-letniego chłopca, bo miał najgrubszy tyłek i oczywiście najwięcej mięsa. Każda część jego ciała została przygotowana i zjedzona, oprócz głowy, kości i wnętrzności. Upiekł całość w piekarniku (cały jego tyłek). Mięso gotował, piekł, smażył i dusił na wolnym ogniu. Mały chłopiec był następny, John poszedł tą samą drogą sprawdzonych przepisów. W tym czasie mieszkałem przy 409 E 100 St, z tyłu po prawej stronie. Mówił mi tak często, jak dobre jest ludzkie mięso, że postanowiłem go skosztować. W niedzielę 3 czerwca 1928 r. zadzwoniłem do Ciebie pod adres na ul. W 15 406. Przyniosłem ci serek wiejski z truskawkami. Zjedliśmy lunch. Grace usiadła mi na kolanach i pocałowała mnie. Zdecydowałem wtedy, żeby ją zjeść, pod pretekstem zabrania jej na imprezę. Powiedziałeś, że tak, może iść. Zabrałem ją do pustego domu w Westchester, który już wybrałem. Kiedy tam dotarliśmy, powiedziałem jej, żeby została na zewnątrz. Zerwała dzikie kwiaty. Poszedłem na górę i zdjąłem całe ubranie. Wiedziałem, że jeśli tego nie zrobię, poplamię je jej krewią. Kiedy wszystko było gotowe, podszedłem do okna i zawołałem ją. Potem schowałem się w szafie, aż znalazła się w pokoju. Kiedy zobaczyła mnie całkiem nagiego, zaczęła płakać i próbowała zbiegać po schodach. Złapałem ją, a ona powiedziała, że powie mamie. Najpierw rozebrałem ją do naga. Jak ona kopała - gryźła i drapała. Udusiłem ją na śmierć, a następnie pokroiłem na małe kawałki, abym mógł zabrać mięso do swojego domu by je ugotować i zjeść. Jak słodki i delikatny był jej mały tyłek upieczony w piekarniku. Zjadłem całe jej ciało 9 dni. Jednak nie pieprzyłem jej, mogłem gdybym chciał. Umarła jako dziewica."
List był w kopercie oznaczonej małym sześciokątnym emblematem z literami „N.Y.P.C.B.A.”, co oznaczało New York Private Chauffeur's Benevolent Association. Dozorca w budynku tej firmy powiedział, że wziął dla siebie nieco służbowej papeterii, ale zostawił wszystko w pokoju przy 200 East 52nd Street, kiedy się stamtąd wyprowadzał. Właścicielka pokoju stwierdziła, że Fish był niedawno w tym pokoju. Albert początkowo zgodził się iść z policjantem na posterunek, by poddać się przesłuchaniu, jednak później rzucił się na funkcjonariusza, w obu rękach dzierżąc otwarte brzytwy.
Rozbrojony i obezwładniony Fish został dostarczony na posterunek, gdzie bez większych oporów przyznał się do zamordowania Grace Budd, twierdząc przy tym, że początkowo zamierzał zabić jej brata Edwarda. Gdy po aresztowaniu Alberta jego zdjęcia ukazały się w prasie, motorniczy brooklyńskego tramwaju, Joseph Meehan rozpoznał w nim człowieka, którego widział 11 lutego 1927 roku wraz z małym chłopcem, odpowiadającym rysopisowi zaginionego Billy’ego Gafneya.
Billy Gafney i jego przyjaciel Billy Beaton zaginęli, gdy bawili się przed kamienicą na Brooklynie, w której mieszkali. Billy Beaton odnalazł się później na dachu innej kamienicy, a zapytany o to co stało się z Gafneyem odpowiedział, że zabrał go gnom (boogeyman). Ciała Billy’ego Gafneya nigdy nie znaleziono. Fish przyznał się do jego zamordowania, wyznał również, że pił jego krew i jadł jego mięso, uprzednio je upiekłszy z warzywami.

## Proces
Proces Alberta Fisha, oskarżonego o morderstwo z premedytacją popełnione na Grace Budd, rozpoczął się 11 marca 1935 roku. Rozprawie przewodniczył Frederick P. Close, oskarżał Elbert F. Gallagher, zaś obrońcą Fisha był James Dempsey. Proces trwał dziesięć dni. Fish na wstępie oznajmił, iż jest niepoczytalny, opowiadając sądowi o głosach, które nakazywały mu mordowanie dzieci. Zeznający biegli psychiatrzy rozwodzili się nad licznymi parafiliami Fisha: urofilią, koprofilią, pedofilią i masochizmem, nie mogli się jednak zgodzić czy oznaczają one, że oskarżony jest chory psychicznie. Obrona okazała również zdjęcie rentgenowskie miednicy Fisha, na którym widać było ponad dwanaście igieł, wbitych tam własnoręcznie przez oskarżonego. Sąd uznał Fisha za poczytalnego, winnego i skazał na śmierć na krześle elektrycznym.
Po ogłoszeniu wyroku Fish przyznał się do zamordowania ośmioletniego Francisa X. McDonnell na Staten Island. Francis został zgwałcony, a następnie uduszony własnymi szelkami.

## Prawdopodobne ofiary
Fish był podejrzany o popełnienie innych zbrodni, choć nigdy się do nich nie przyznał. Detektyw William King wierzył, że Fish był „Wampirem z Brooklynu”, seryjnym mordercą i gwałcicielem, na swe ofiary wybierającym głównie dzieci.